# Vanessa (film din 1977)
Vanessa este un film erotic softcore german din 1977, regizat de Hubert Frank și cu Olivia Pascal în rolul principal. El a fost primul film difuzat pe Playboy Channel⁠(d).

## Rezumat
Vanessa Anden (Olivia Pascal) este o elevă crescută la o mănăstire bavareză, dar care nu s-a adaptat rigidității monahale. După moartea unchiului ei, Richard, ea călătorește la Hong Kong pentru a moșteni averea lui. La sosirea în orașul asiatic, Prinz Bandor (Tom Garven), un taximetrist care se va dovedi mai târziu că este un magician, o duce la palatul unchiului ei. Vanessa o întâlnește acolo pe Jackie (Uschi Zech), nepoata avocatului și celui mai apropiat prieten al lui Richard, Anthony Grüder (Peter M. Krueger). Sora lui Jackie, Cle (Eva Eden) este căsătorită cu bogatul maior Kenneth Cooper (Anton Diffring), dar se angajează în mai multe aventuri extraconjugale în încercarea de a-l determina pe Kenneth să divorțeze de ea.
Vanessa află că a moștenit un lanț de bordeluri și o mare plantație de citrice, dar administratorul plantației, Adrian (Günter Clemens), pretinde că este fiul nelegitim al lui Richard și a contestat testamentul. Adrian o invită pe Vanessa la plantație pentru a o convinge să renunțe și încearcă apoi încearcă să o violeze, dar Kenneth îl întrerupe. Servitoarea lui Adrian, Tai-Neh (Eva Leuze), care este îndrăgostită de stăpânul ei, devine geloasă pe  Vanessa. Tai-Neh folosește magia pentru a-i face rău Vanessei și o lasă bolnavă în pat. Jackie bănuiește că starea de rău a Vanessei se datorează unor practici magice și îi cere ajutorul lui Prinz Bandor, care contracarează magia lui Tai-Neh.
În cele din urma, tribunalul respinge contestația lui Adrian și îi acordă întreaga avere Vanessei. Adrian încearcă să o convingă pe Vanessa că o iubește, dar Vanessa îl concediază din postul de administrator. Ea decide să păstreze plantația, dar îl pune pe avocatul Anthony să vândă toate bordelurile, devenind astfel o femeie foarte bogată. Kenneth o invită pe Vanessa acasă, o droghează și o agresează sexual. Jackie, Adrian și Cle sosesc chiar atunci, iar Adrian o salvează pe Vanessa. Kenneth îi cere lui Cle să se întoarcă la el, dar ea refuză. Vanessa îl angajează pe Adrian să conducă din nou plantația și se întoarce în Europa, lăsând deschisă posibilitatea unei relații viitoare cândva.

## Distribuție
- Olivia Pascal — Vanessa Anden
- Anton Diffring — maiorul Kenneth Cooper (menționat Anthony Diffring)
- Günter Clemens — Adrian Dijon
- Uschi Zech — Jackie Grüder
- Eva Eden — Clé Cooper
- Henry Heller
- Eva Leuze — Tai-Neh
- Astrid Boner — Oberin (menționată Astrid Bohner)
- Gisela Krauss — Hilda
- Peter M. Krueger — Anthony Grüder (menționat Peter M. Krüger)
- Tom Garven — Prinz Bandor

## Producție
Regizorul Hubert Frank a fost un înlocuitor de ultimă oră pentru regizorul preconizat, Siggi Götz⁠(d). Noul regizor a ignorat în mare parte scenariul, preferând să improvizeze în cea mai mare parte a filmului. Producătorul Karl Spiehs⁠(d) a descoperit-o pe Olivia Gerlitzki, o asistentă medicală, și a distribuit-o în rolul principal sub pseudonimul Olivia Pascal.

## Recepție
Recenzând filmul la DVDTalk, Gerry Putzer a afirmat că Vanessa poate fi considerat „cu greu un film bun”, dar „cu toate acestea vizionabil” ca un artefact al eroticii cinematografice din anii 1970. Site-ul german de film Filmlexikon a numit Vanessa un „film erotic elaborat și filmat cu grijă, dar fără conținut și speculativ”.